# طوني مارشال (مغني)
طوني مارشال (بالألمانية: Tony Marshall)‏ هو مغني ومغني أوبرا ألماني، ولد في 3 فبراير 1938 في بادن بادن في ألمانيا.

## وصلات خارجية
- الموقع الرسمي
- طوني مارشال على موقع IMDb (الإنجليزية)
- طوني مارشال على موقع روتن توميتوز (الإنجليزية)
- طوني مارشال على موقع مونزينجر (الألمانية)
- طوني مارشال على موقع ميوزك برينز (الإنجليزية)
- طوني مارشال على موقع ديسكوغز (الإنجليزية)
- طوني مارشال على موقع قاعدة بيانات الفيلم (الإنجليزية)